# Aalborgvej (Aabybro)
 Aalborgvej  er en fire sporet omfartsvej og er en forsættelse af Brogårdsvej og går syd om Aabybro. Vejen er en del af primærrute 55 der går imellem Hirtshals og Aalborg og primærrute 11 der går imellem Aalborg og Tønder.
Den er med til at lede trafikken der skal mod Hirtshals, Hjørring, Thisted og Aalborg uden om Aabybro, så byen ikke bliver belastet af for meget trafik.
Vejen forbinder Brogårdsvej vest med Aalborgvej i øst, og har forbindelse til Thisted Landevej, og Thisted Ny Aabyvej.